# كلية هال
كلية هال (بالإنجليزية: Hull College)‏؛ كلية للتعليم المستقبلي مقرها في كينغستون أبون هال في إنجلترا.

## التاريخ
تدار الكلية من قبل مجموعة هال كوليدج والتي تدير ثلاثة مراكز في المدينة تقع في كوينز جاردنز، وشارع كاننون، وداخل ملعب كيه سي. كما أنها تدير مركزا في بلدة جوول وهي كلية هاروغيت. تزعم المجموعة أن مدخولها لا يقل عن 60 مليون جنيهًا إسترلينيًا، وتشغل 1200 موظف، وتحتضن 25000 طالب.
يتم تشغيل الجزء الأكبر من الدورات التدريبية في هال في مبنى برج مكون من ثمانية طوابق يطل على حديقة كوينز. تم بناء المبنى في الخمسينيات من القرن الماضي وهو مثال على العمارة خمومية. تم افتتاح ملحق فيه بقيمة 11 مليون جنيه إسترليني في عام 2004 يضم مركزًا لمصادر التعلم وبتمويل مشترك من قبل مجلس التعلم والمهارات. أثناء بناء هذا الملحق في عام 2003 تم دفن كبسولة زمنية داخل أساساتها. يوجد أيضًا مبنى أصغر يقع بجوار البرج يُعرف باسم ويلبرفورس. في عام 2012 تم تحويل هذا المبنى إلى مدرسة هال ستيديو، وبعد إغلاق المدرسة في عام 2014، تم تحويل المبنى إلى فصول دراسية لمزيد من الدورات التعليمية. يعد الموقع أيضًا موطنًا لمدرسة هال للفنون والتصميم التي تأسست عام 1861 وتقدم حاليًا دورات التعليم العالي.
تقع المدرسة في مباني السبعينيات المجاورة لمبنى البرج. تم تقديم دورات تعليمية إضافية في الفن والتصميم سابقًا في موقع شارع المنتزه السابق للكلية حتى يونيو 2016 عندما تم بيع المبنى.
هناك نصب تذكاري مخصص للسياسي ويليام ويلبرفورس بارتفاع 102 قدم، وهو عبارة عن عمود يوناني يعلوه تمثال ويلبرفورس الذي يقف أعلى حديقة كوينز جاردنز.
في عام 1967 استحوذت الكلية على دير كارثوسيان السابق المعروف باسم تشارترهاوس، وحولت جزءًا من المبنى إلى ملحق للكلية. بحلول عام 2015 تم التخلي عن الموقع. وفي عام 2003، كشفت الكلية عن مبنى يُعرف باسم هورنكاسل كجزء من موقع كوينز جاردنز. يضم دورات الدراما والإعلام والموسيقى، ويضم مسرحًا يتسع لمائتي مقعد يسمح لطلاب الفنون المسرحية بتقديم عروض لعامة الناس. كما يمكن للطلاب أيضًا الوصول إلى استوديوهات الدراما وجناح الراديو واستوديو التلفزيون التشغيلي. كان المهندسون المعماريون مسؤولين عن تصميم جميع المناطق العامة بما في ذلك قاعة الطعام والفصول الدراسية.

## إدارة
الرئيس التنفيذي لمجموعة هال كوليدج كان ميشيل سويثنبانك. تم تعيينها كرئيسة تنفيذية على أساس دائم في يونيو 2017، بعد أن خدمت هذا المنصب مؤقتًا من مارس 2017. أخذت إجازة من الكلية للسماح بالتحقيق في مزاعم سوء الإدارة المالية والمحسوبية، لكنها استقالت في وقت لاحق في ديسمبر 2019 بعد هذه التحقيقات.
قبل فبراير 2017 كان جراهام توس هو مدير كلية هال. انضم توس إلى الكلية في عام 1996 وتولى المنصب كمدير في أبريل 2013، بعد فترة مؤقتة كنائب للمدير في معهد غريمسبي القريب.

في 10 أكتوبر 2016 أُعلن أن توس سيترك الكلية في فبراير 2017 لأسباب شخصية. وسيغادر إلى جانبه أنتوني ساتون الرئيس التنفيذي للعمليات والرئيس التنفيذي السابق لشركة هال إف سي. بينما مدير كلية جوول (بالإنجليزية: Goole College)‏ هو كارون رايت.

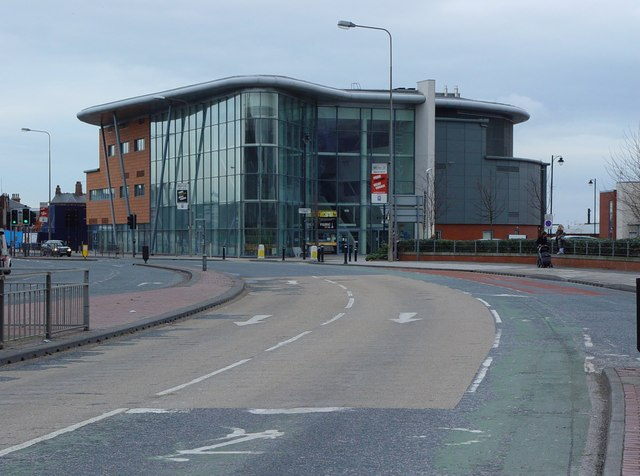
مبنى هورنكاسل في كلية هال، يناير 2008.

## خريج متميز
- ألفريد هاركر، جيولوجي متخصص في علم البترول.

## روابط خارجية
- الصفحة الرئيسية للكلية